# جون ك. تيسون
جون ك. تيسون (بالإنجليزية: John C. Tyson)‏ هو محامي وقاضي وسياسي أمريكي، ولد في 1926، وتوفي في 2 نوفمبر 2012.